# Борачук Володимир
Володимир Борачук (20 вересня 1891 — †?) — хорунжий Армії УНР, письменник, викладач.

## Біографія
Народився 20 вересня 1891 у с. Кробонош на Холмщині.
У званні хорунжого 4-ї Київської Дивізії Армії УНР, брав участь у Українсько-радянській війні. Учасник Першого Зимового походу.
У міжвоєнний період працював учителем в Обарові і Рівному.
Під псевдонімом «Лірник», «Бородай» написав твори «Біль-Віра» (1954), «Смерть Гонти» (1961), «Базар» та інші. Збереглися рукописи.
Подальша доля невідома.